# Brebernica
Brebernica is een plaats in de gemeente Zagreb in de Kroatische provincie Stad Zagreb. De plaats telt 57 inwoners (2001).